# Колчестер (графство)

 Колчестер  (англ. Colchester County) — графство у провінції
Нової Шотландії, Канада. 

## Географія
Графство розташоване в самому центрі провінції. На півночі воно межує з графством Камберленд, на сході — з графством Пікте, на півдні — з графством Хантс, На півдні — з графством Галіфакс. Західна частина графства омивається водами затоки Кобекуід (англ. Cobequid Bay), яка є продовженням затоки Мінас-бейсін. На південному заході графства протікає річка Шубенакаді (англ. Shubenacadie River), по якій проходить кордон з графством Хантс.

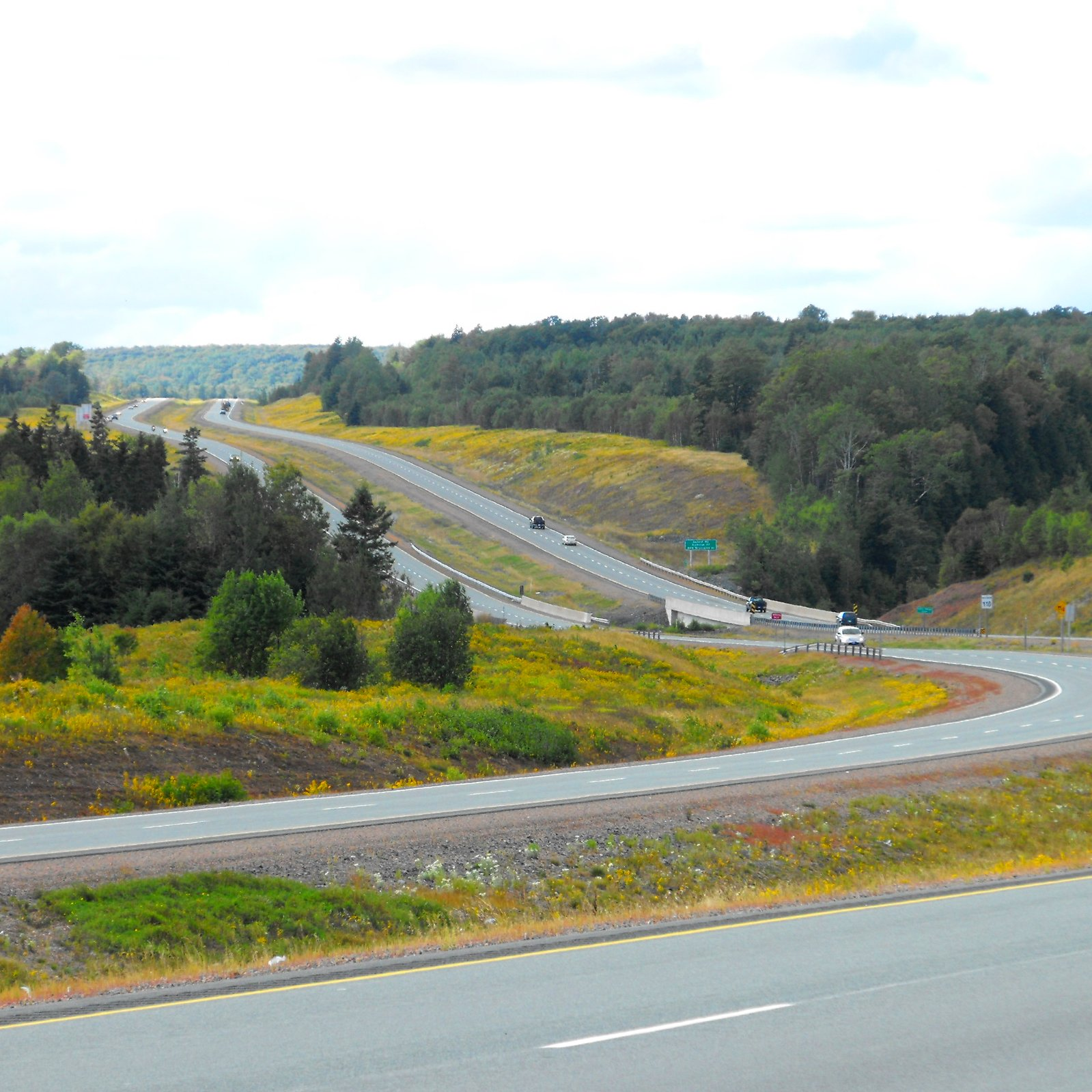

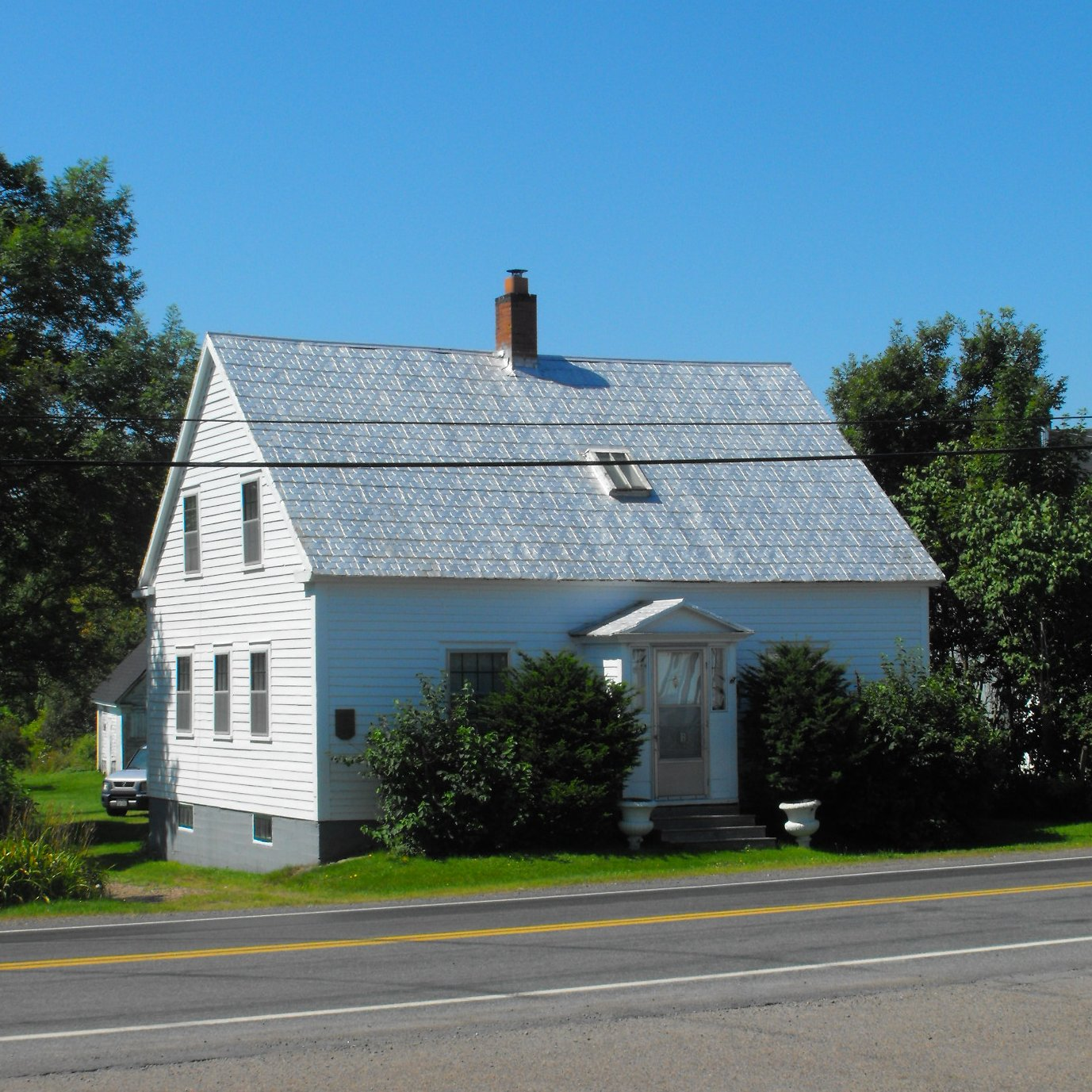

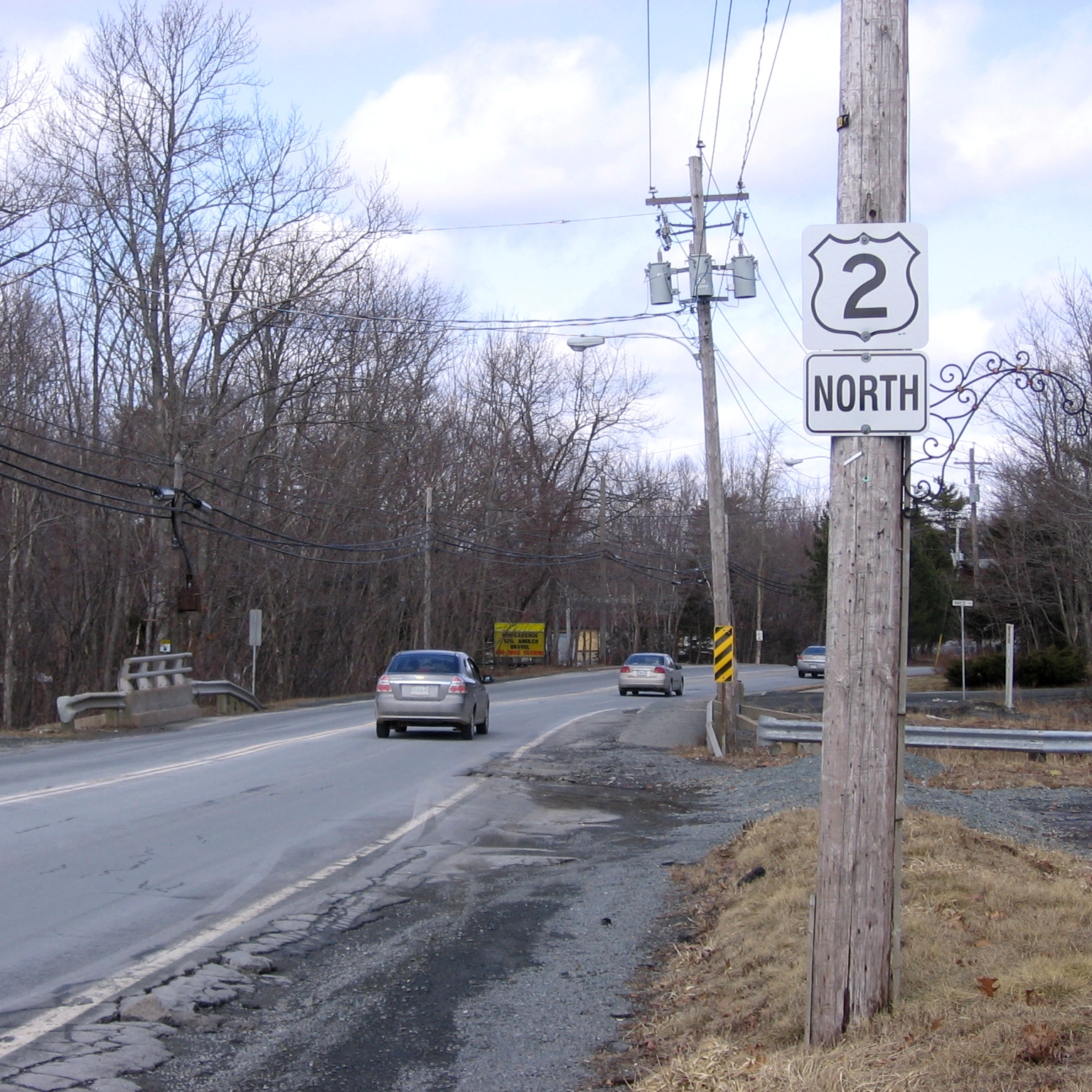

## Виноски
По території графства проходить автодороги провінційного значення хайвеї 102 і 104, а також ряд доріг, керованих графством, основними з яких є магістралі 2, 4 і 6 і колектори 224, 236, 246, 256, 289, 311, 326 і 336.

## Історія
Графство було утворено в 1835 році з округу Кобекуід графства Галіфакс і отримало свій назву по місту в графстві Ессекс, Англія. Округ був утворений в 1780 році. Його назва походить від слова Wagobagitk, що мовою мікмаків означає «високо піднімається затока» (англ. the bay runs far up).
Межі графства неодноразово переглядалися. У 1838 році була визначена межа між графствами Камберленд і Колчестер. У 1840 році до графству відійшла частина міського поселення Парсборо. У 1871 році були визначені кордони з графствами Хантс і Галіфакс, частково переглянуті в 1880 році і 1897 році, коли вони були чітко сформульовані.

## Населення
Для потреб статистичної служби Канади графство розділене на два міста, одну індіанську резервацію і три неорганізовані області.
| Назва       | Оригінальна назва   | Статус                 | Площа    | Населення |
| ----------- | ------------------- | ---------------------- | -------- | --------- |
| Стів'як     | Stewiacke           | Місто                  | 17,67    | 1 421     |
| Труро       | Truro               | Місто                  | 37,63    | 11 765    |
| Міллбрук 27 | Millbrook 27        | Індіанська резервація  | 3,55     | 703       |
| Округ A     | Colchester, Subd. A | Неорганізована область | 877,58   | 3 525     |
| Округ B     | Colchester, Subd. B | Неорганізована область | 1 248,21 | 19 297    |
| Округ C     | Colchester, Subd. C | Неорганізована область | 1 443,05 | 13 312    |